# Horváth József (bíró)
Horváth József (Galgóc, 1852. január 7. – 1915 után) királyi törvényszéki bíró. 

## Élete
Horváth Ferenc és Güll Terézia fiaként született, 1852. január 8-án keresztelték. Középiskolai tanulmányait Pozsonyban a királyi katolikus főgimnáziumban és a jogot ugyanott a Pozsonyi Királyi Jogakadémián végezte. Előbb ügyvédi, majd 1877. január 1-jén a nyitrai királyi törvényszéknél bírói joggyakorlatra lépett; 1879-ben a miavai királyi járásbírósághoz albíróvá, 1882 elején a nyitrai királyi ügyészséghez alügyésszé, 1888. január 10-én szakolcai királyi járásbíróvá nevezték ki, ahonnét 1890 őszén saját kérelmére a nyitrai királyi törvényszékhez bírói minőségben áthelyezték. 1904-ig volt törvényszéki bíró, akkor kinevezték a pozsonyi királyi tábla ítélőbírájává, amely tisztet 1915-ig töltötte be.
Fiatalabb korában néhány verset és tárcát írt, melyek a pozsonyi és nyitrai magyar lapokban névtelenül jelentek meg. Később jogi, néprajzi és közgazdasági cikkeket írt, melyet ugyanazon vidéki s a fővárosi lapokban jelentek meg. A Felvidéki Magyar Közművelődési Egyesület Naptárában (1895-re A panszlavismus multja és jelene c. terjedelmes tanulmány.)

## Művei
- A sommás eljárás reformja. Pozsony, 1892. (Előbb mint cikksorozat a Pozsonyi Szemlében.)
- A magyar honpolgár jogai és kötelességei. Népszerű modorban. Nyitra, 1893. (Ism. M. Állam 1894. 39. sz.)
- A házassági jog, gyermekek vallása és az állami anyakönyvek vezetéséről szóló 1895. XXXI. XXXII. és XXXIII. törvény-czikk és az ezekkel kapcsolatos egyéb törvények és rendeletek magyarázata. Nyitra, 1895.